# Oratorio di San Francesco Saverio
L'oratorio di San Francesco Saverio, è un piccolo luogo di culto cattolico di Roma, nel rione Pigna, situato in via del Caravita.
È dedicato al grande apostolo delle Indie, Francesco Saverio, ubicato presso la Chiesa di Sant'Ignazio, ed edificato presso a poco nel medesimo luogo dove sorgeva l'antica chiesa di Sant'Antonio de Forbitoribus. È comunemente chiamato oratorio del Caravita, dal nome del suo fondatore, il gesuita Piero Caravita, che lo fece costruire nel 1631.
L'oratorio è a navata unica preceduta da un atrio. Vi sono conservate opere di Lazzaro Baldi, Sebastiano Conca e frammenti di affreschi di Baldassarre Peruzzi. Sulla cantoria in controfacciata si trova l'organo a canne, di 21 registri, costruito da Ignazio Priori nel 1800.
L'oratorio è ricordato in due sonetti di Belli, L'ingeggno dell'Omo e Li fratelli Mantelloni (1832).
(Rendina, op. cit. pag. 109-110)

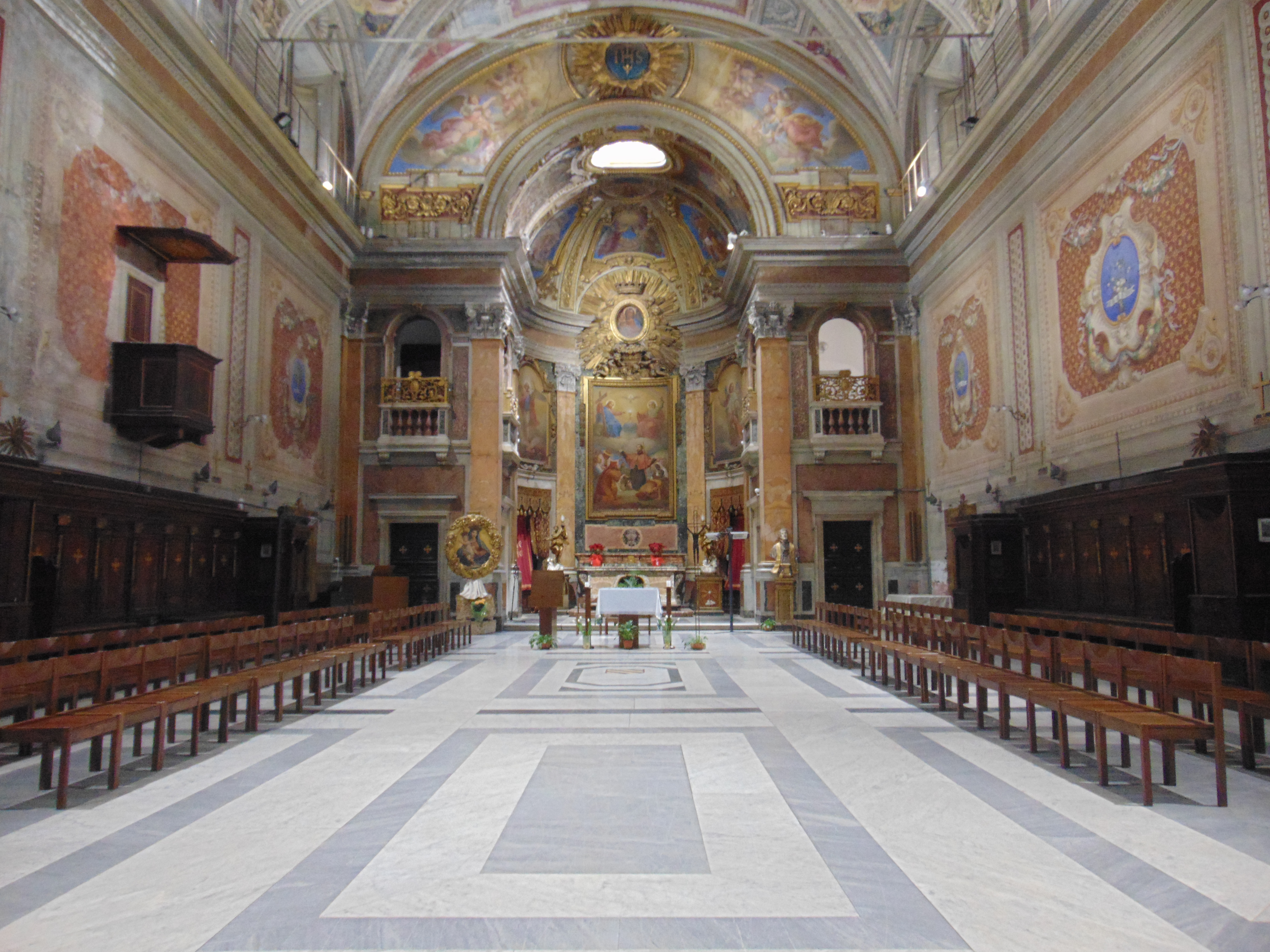
L'interno

Dell'aneddotica attorno al sodalizio del Caravita e ai suoi "inconvenienti" si possono leggere alcuni episodi divertenti in Roma Papale, descritta in una serie di lettere con note, da Luigi De Sanctis (1882), lettera XIV nota XIII.